# Romana Labounková
Romana Labounková (* 27. April 1989 in Jesenik) ist eine ehemalige tschechische Radrennfahrerin, die zunächst im BMX Racing und später im Mountainbikesport in der Disziplin Four Cross aktiv war.

## Sportlicher Werdegang
Die internationale Karriere von Labounková begann im Jahr 2008, als sie sowohl im UCI-Mountainbike-Weltcup im Four Cross als auch im UCI-BMX-Supercross-Weltcup einstieg.
Im BMX-Rennsport blieb sie bis 2017 aktiv. Ihre beste Einzelplatzierung im Weltcup war ein zweiter Platz in der Saison 2011 sowie in der Gesamtwertung der fünfte Platz in der Saison 2008. Ihren größten Erfolg im BMX-Rennsport erzielte sie im Jahr 2012, als sie die Bronzemedaille bei den UCI-BMX-Race-Weltmeisterschaften gewann. Bei den Olympischen Sommerspielen 2012 in London hat sie im BMX-Rennen teilgenommen und erreichte das Halbfinale.
Im Four Cross (4X) stand Labounková bereits in ihrer ersten Saison auf dem Podium der UCI-Mountainbike-Weltmeisterschaften, ein Jahr später wurde sie Europameisterin. Im Weltcup gewann sie im letzten Jahr der Austragung von Four Cross das Rennen in Leogang. Bei den Weltmeisterschaften stand sie bis 2017 insgesamt viermal auf den Podium, im Jahr 2018 wurde sie erstmals Weltmeisterin. Im Jahr 2019 verteidigte sie erfolgreich ihren Titel.
Letztmals wurde sie in der Saison 2021 in den Ergebnislisten der UCI gelistet.

## Ehrungen
Im Jahr 2019 wurde Romana Labounková in Tschechien zum Radsportler des Jahres gewählt.

## Erfolge

### BMX
2012
- Weltmeisterschaften – Race

### Mountainbike
| 2008 - Weltmeisterschaften – 4X 2010 - Weltmeisterschaften – 4X - Europameisterin – 4X 2011 - ein Weltcup-Erfolg – 4X | 2012 - Weltmeisterschaften – 4X 2017 - Weltmeisterschaften – 4X 2018 - Weltmeisterin – 4X 2019 - Weltmeisterin – 4X |